# The Idol Dancer
The Idol Dancer é um filme mudo norte-americano de 1920, do gênero dramático produzido e dirigido por D. W. Griffith. O filme foi estrelado por Richard Barthelmess e Clarine Seymour.

## Elenco
- Richard Barthelmess ... Dan McGuire
- Clarine Seymour ... Mary
- Creighton Hale ... Walter Kincaid
- George MacQuarrie ... Rev. Franklyn Blythe
- Kate Bruce ... Mrs. Blythe
- Porter Strong ... Rev. Peter
- Anders Randolf
- Walter James
- Thomas Carr ... Donald Blythe
- Herbert Sutch
- Ben Grauer
- Walter Kolomoku
- Florence Short ... Pansy